# 麺座
麺座（めんざ）は、京阪グループのびわこフードサービスが運営しているそば・うどん店である。京阪電気鉄道の駅構内を中心に展開し、以前は「比叡」（ひえい）という店名であった。
2022年12月時点で丹波橋駅改札内（改札外からも利用可）・中書島駅ホーム上・寝屋川市駅ホーム上の3駅で営業をおこなっている。

## 概要
店舗の展開規模などは阪急そばなどに比べると小さいが、独自レシピの研究開発に熱心で、「比叡」時代はマヨネーズを加えた「花マヨそば（うどん）」や、枚方公園駅店の夏季限定メニューだった「スイートヌードル」（麺にアイスクリームやきな粉、小倉あんなどをトッピングしたもの）などのメニューを持っていた。2011年時点では、油揚げをあぶった「炙りきつね」や中華麺を使用した「黄そば」が名物メニューとなっている。店舗ごとにフェアメニューが異なるのも特徴のひとつ。店舗のある中書島が坂本龍馬ゆかりの地であることから、「龍馬うどん」というメニューも販売している。

## 沿革
1974年10月に「比叡」の店名で京阪本線丹波橋駅の駅構内（改札外を含む）に出店を行い、1975年11月牧野駅や1976年11月京津線京阪山科駅・1977年4月中書島駅・1978年3月枚方公園駅・1978年4月寝屋川市駅・1979年2月三条駅と一時は7店舗を数えた（参考文献：京阪開業100周年記念誌『京阪百年のあゆみ』391頁・駅置きの広報誌「くらしの中の京阪1991年11月号」より）。しかし、駅の改築などにより、2005年には丹波橋駅・中書島駅・寝屋川市駅の3駅のみの展開となった。その後、残っていた3店舗は改装などにより、2007年6月までに店名をすべて「麺座」に変更した。
2008年9月、滋賀県にオープンしたピエリ守山のフードコートに、「麺座」への改称後では初となる駅構内以外の店舗を出店し、その後も2009年3月には滋賀県大津市にある商業施設「大津PARCO」にうどんと卵かけご飯をメインとした「麺座食堂」を、同年10月には同じく大津市の「浜大津アーカス」内のレストランゾーンに、うどん・丼物・コーヒー・アイスクリームの店をそれぞれ出店している。
撤退店舗のうち牧野駅店は別の経営者によるうどん店「あじまる亭」となったが、2012年11月限りで閉店した。また、京阪の駅ではほかにも「麺座」以外のうどん・そば店が入っているケース（京橋駅の「秀吉[ひできち]」(大阪帝拳が経営)など）がある。